# Héliport de Monaco
Pour les articles homonymes, voir Héliport et Monaco (homonymie).
L’héliport de Monaco (Code IATA : MCM - Code OACI : LNMC) est un héliport de Monaco sur la Riviera méditerranéenne de la Côte d'Azur, géré par la Direction de l'aviation civile du gouvernement princier.

## Histoire
L’héliport de Monaco est fondé en 1976 sous le règne du prince Rainier III, sur 3 hectares du quartier de Fontvieille (entre le Rocher de Monaco et Cap-d'Ail).

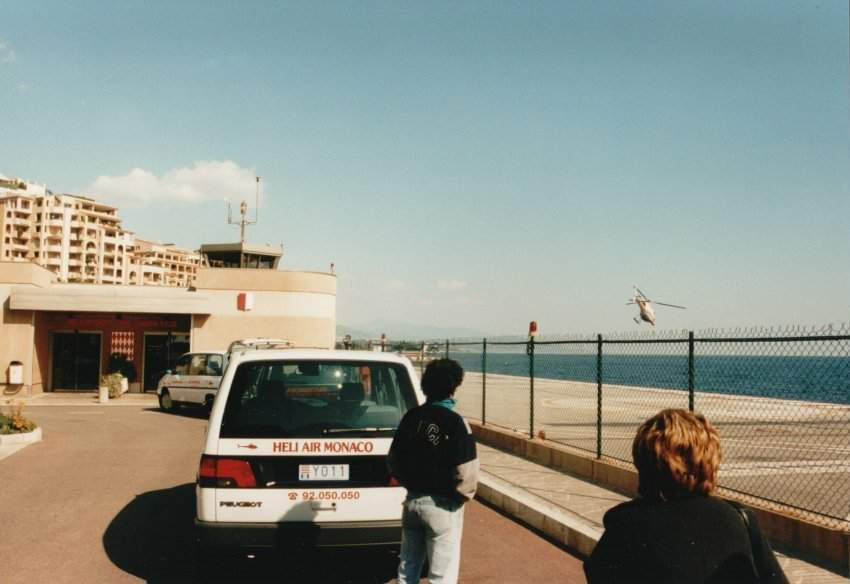
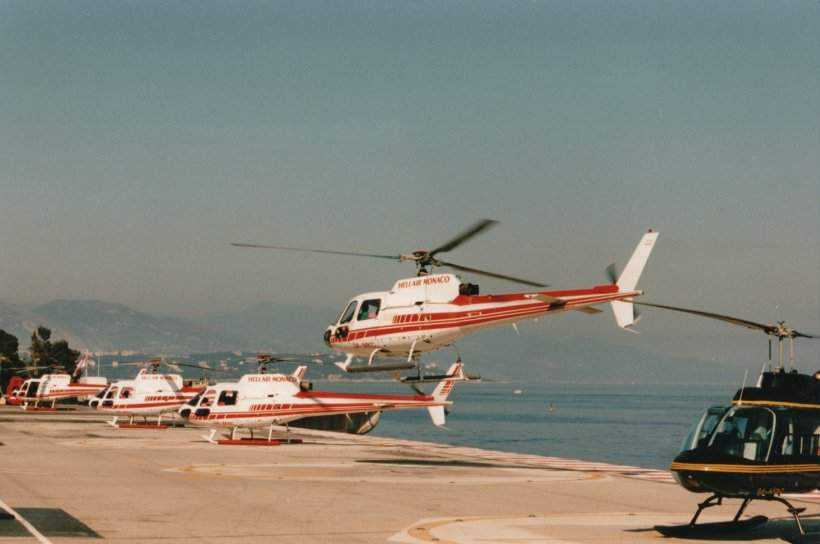
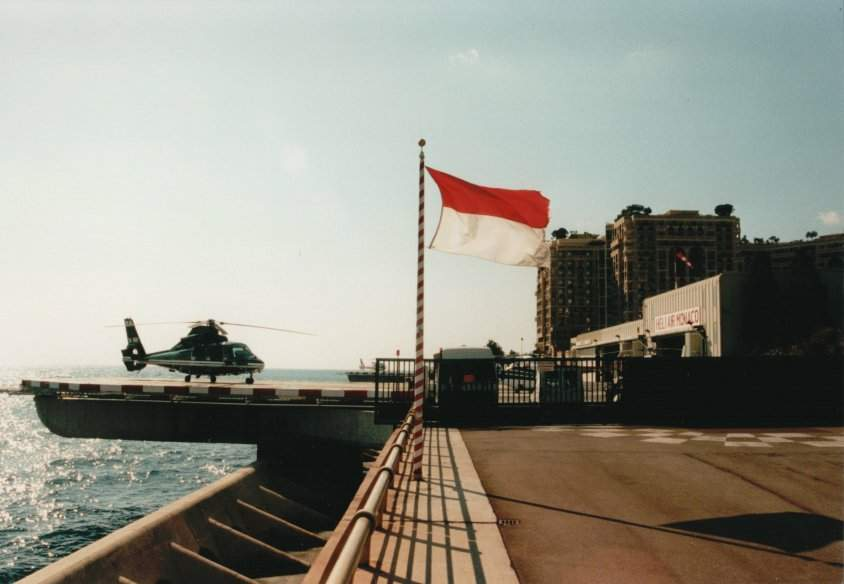

En terrasse sur la mer Méditerranée, il est voisin de la Roseraie Princesse Grace, du stade Louis-II, du port de Fontvieille, et du Festival international du cirque de Monte-Carlo.

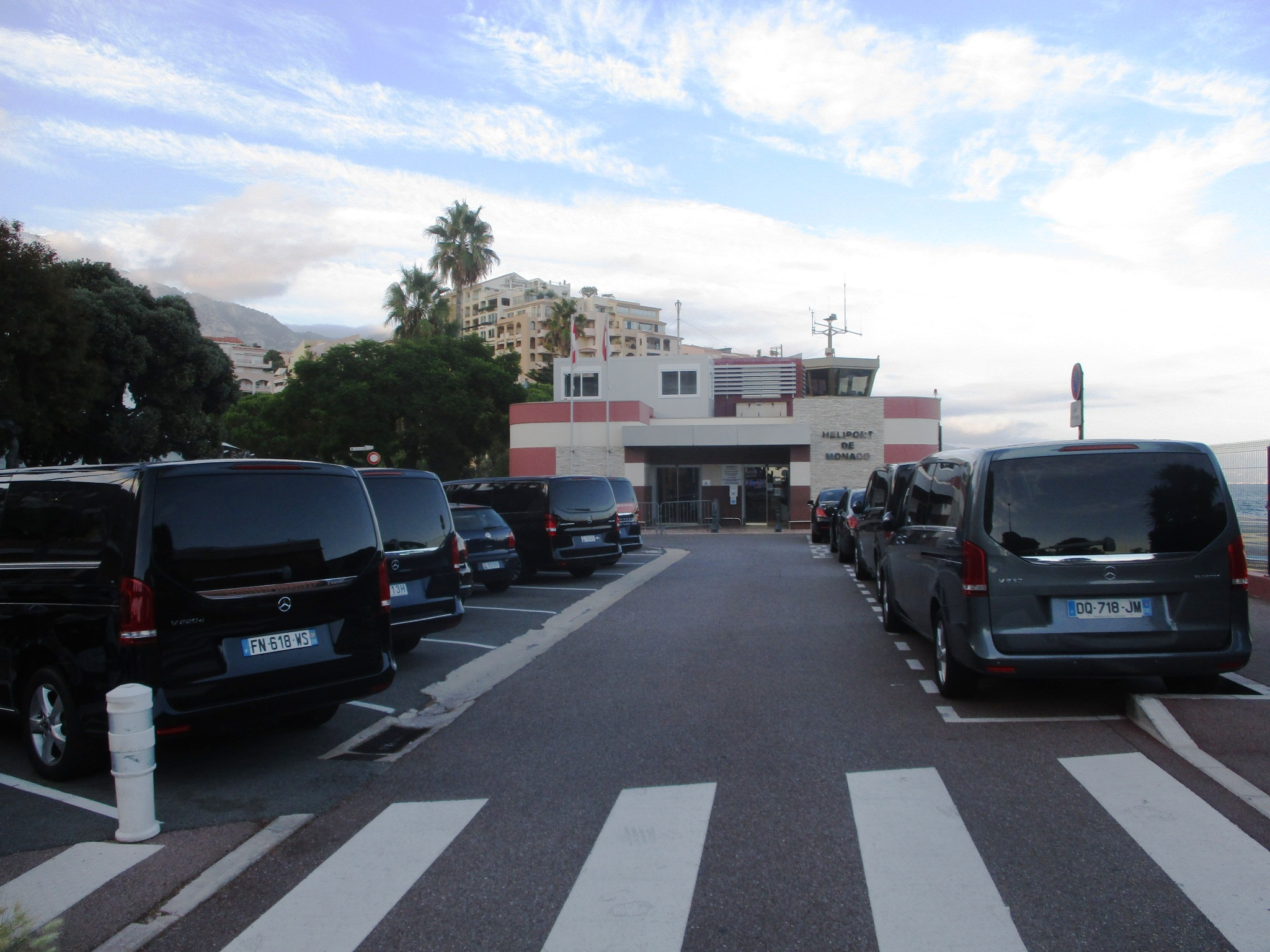
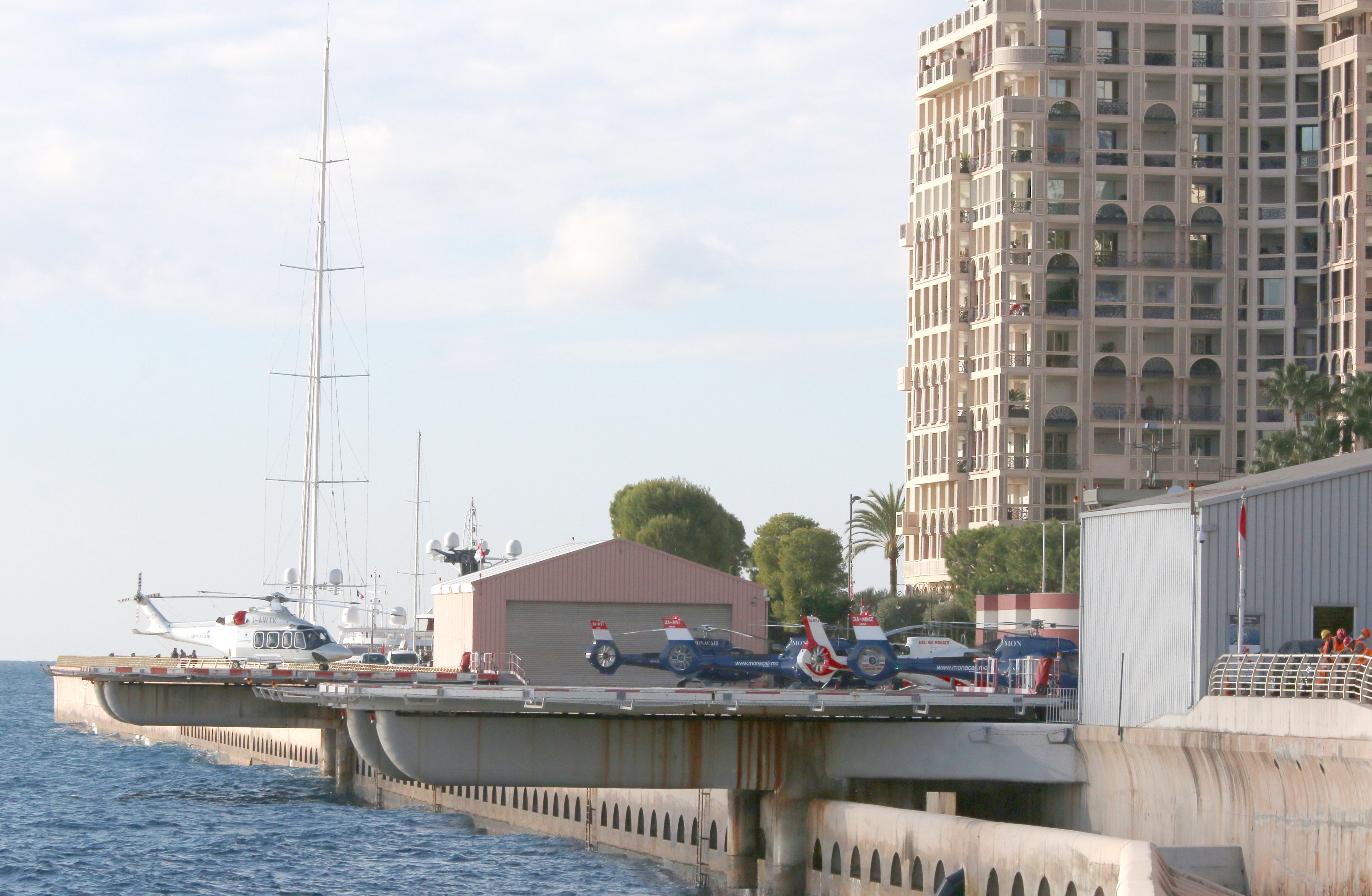
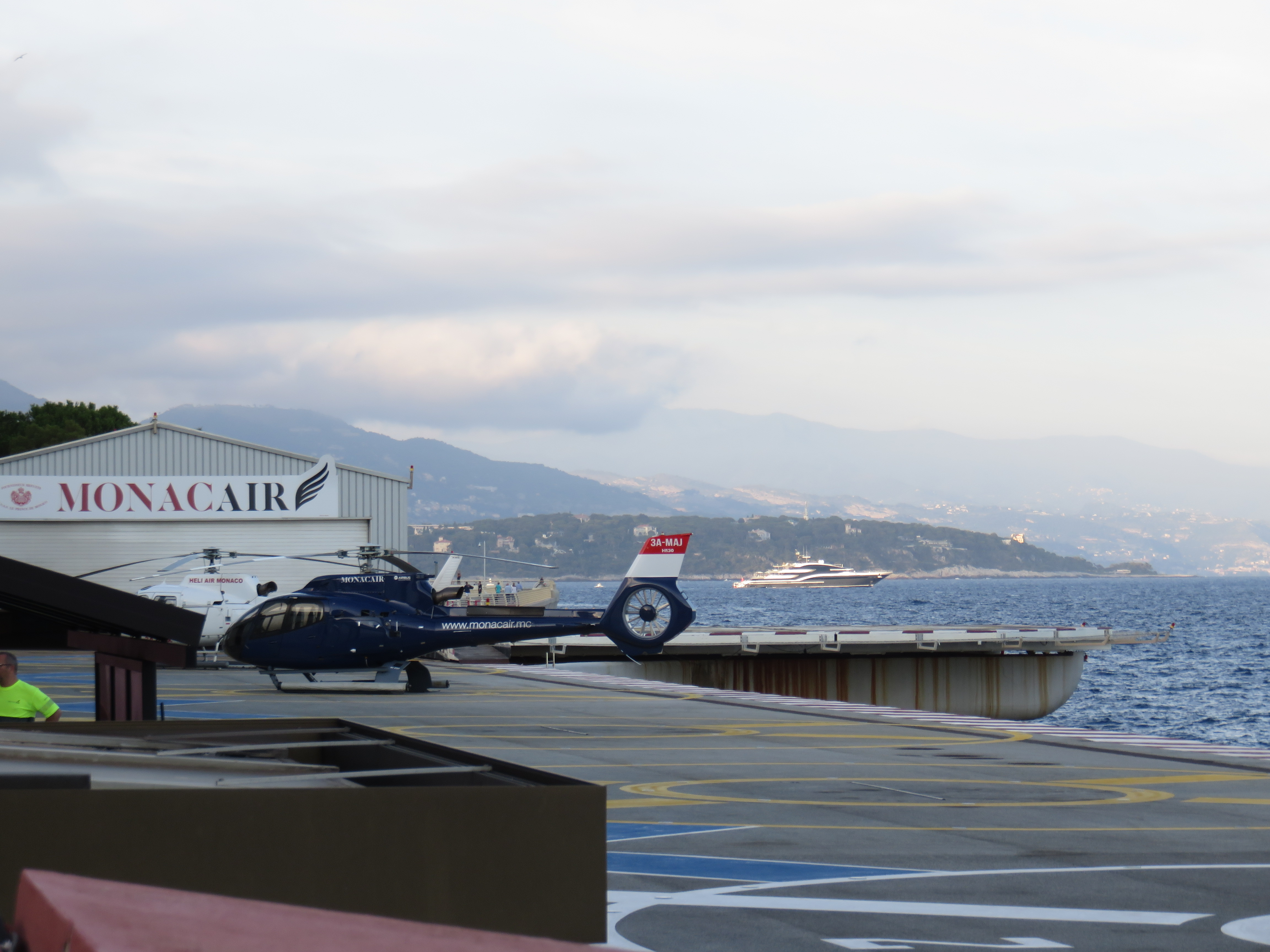

Il se situe à 5 min du centre ville, 20 km de l’aéroport international de Nice-Côte d'Azur par la route du bord de mer, par l’autoroute A8, ou à 7 min de vol par hélicoptère, avec un trafic de près de 79000 passagers en 2019, avec service de navette, ligne de vol régulier vers l’aéroport de Nice-Côte d'Azur, et nombreux vols privés toutes destinations.

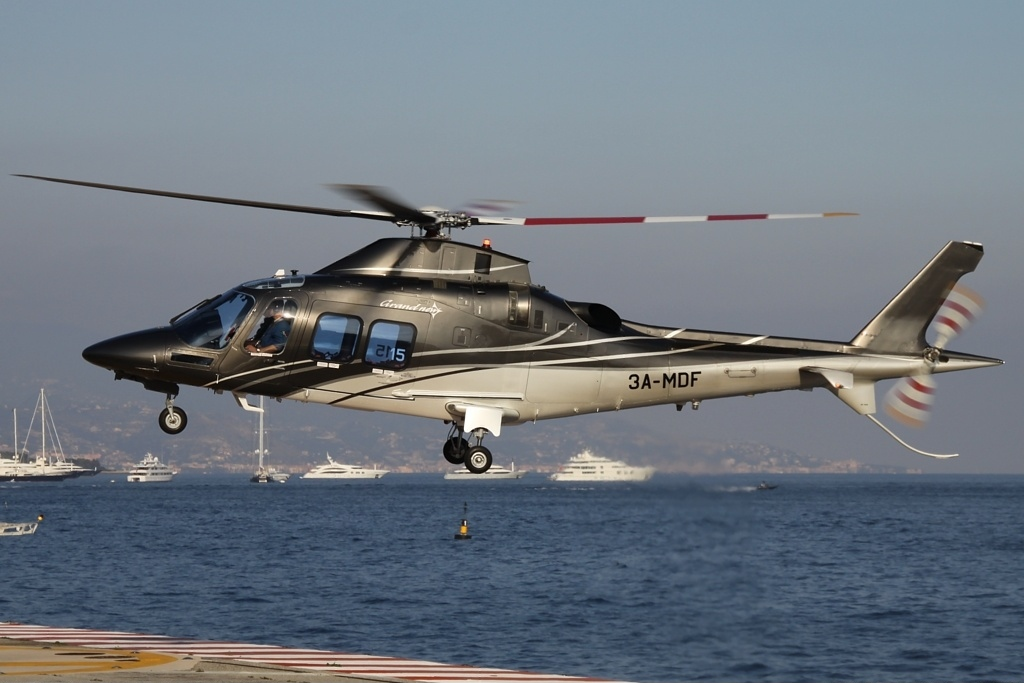
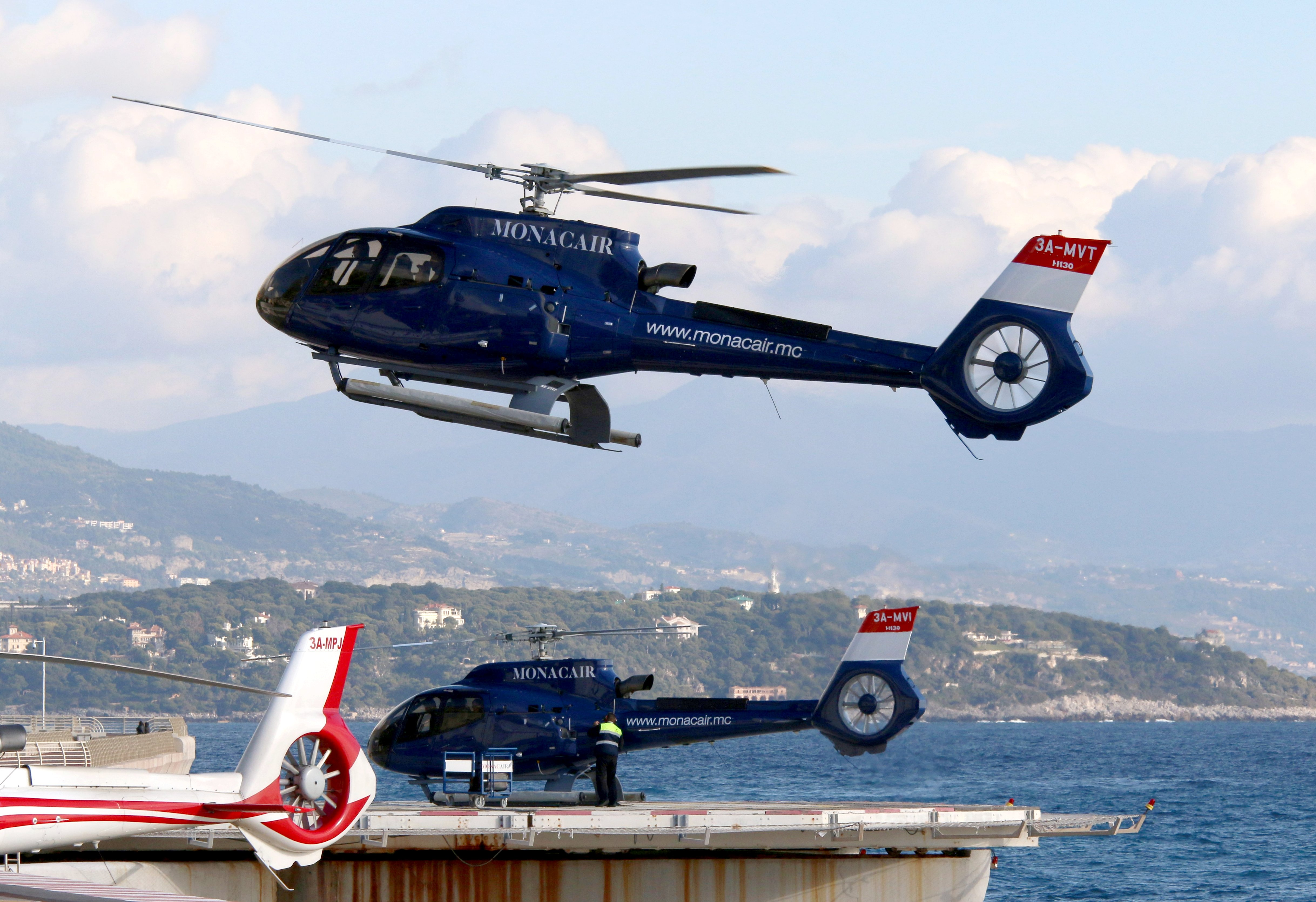
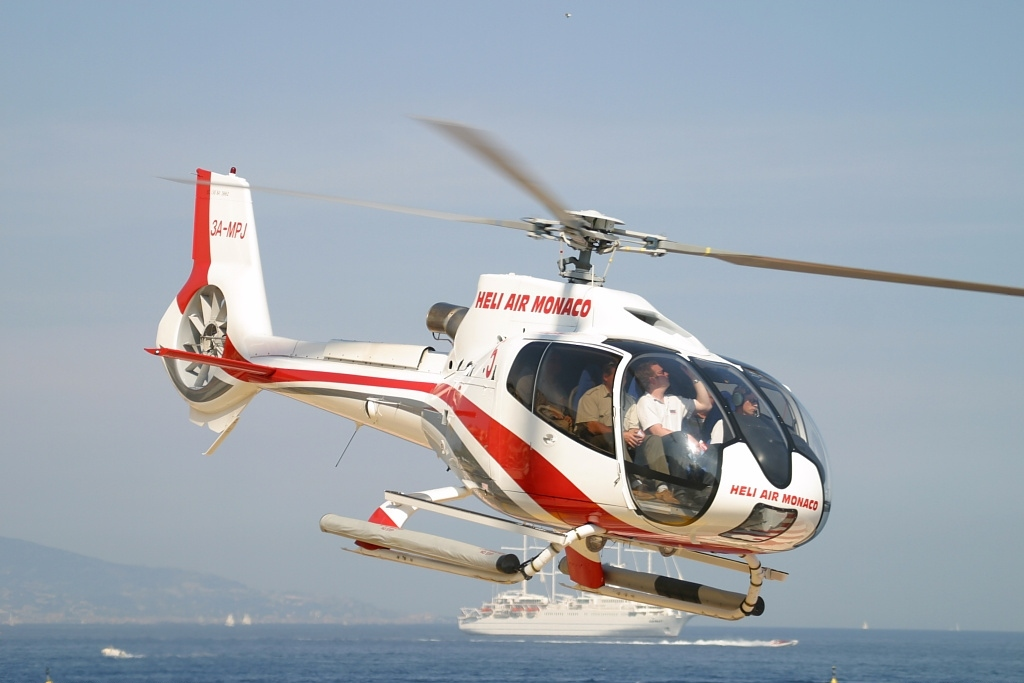

## Fréquence TWR
Fréquences TWR : 124,000 - 119,200 MHz.

## Compagnies de l’héliport de Monaco
- Monacair (en)[6],[7]
- Heli securite[8]
- Heli Air Monaco